# Ighrem N'Ougdal
Ighrem N'Ougdal  (in arabo اغرم نوكدال‎?) è un centro abitato e comune rurale del Marocco situato nella provincia di Ouarzazate, regione di Drâa-Tafilalet. Conta una popolazione di 14 804 abitanti (censimento 2014).